# 외래종
외래종 또는 유입종(introduced species, alien species, exotic species, non-indigenous species, non-native species)은 고의적 또는 우연적으로 인간의 활동 등에 의해, 기존환경에 새로이 유입된 생물종으로 그 생물종의 기본적인 분포 범위를 벗어난 생물 종이다. 외래종을 흔히 비토착종, 비고유종, 침략적 외래종 혹은 도입종 등이라 칭하며, 종간의 다양한 상호작용을 방해하여 단계적 영향을 미쳐서 생태계 전반에 영향을 끼칠수있는 경우나 필요에 의해 도입이 권장되는 경우 등이 있다. 특히 지역 생태계, 인류에 해를 끼치는 유입종을 침입종(invasive species)이라고 부른다.
외래종이 이슈가 되는 경우는 이 외래종이 토착환경에 새로운 특정한 생태적 지위를 갖게 되어 이 지위가 빈자리에 자리매김 하거나, 이 자리를 가지고 있는 토착종을 몰아냄으로써 생태계에 영향을 주거나 교란을 일으킨다. 

## 한반도의 도입종들

### 척추동물
- 뉴트리아 Myocastor coypus
- 떡붕어 Carassius cuvieri.
- 향어 Cyprinus carpio
- 블루길 Lepomis macrochirus
- 큰입배스 Micropterus salmoides
- 황소개구리 Rana catesbeiana
- 붉은귀거북 Trachemys scripta

### 무척추동물
- 미국가재 Procambarus clarkii
- 큰징거미새우 Macrobrachium rosenbergii
- 솔껍질깍지벌레 Matsucoccus thunbergianae
- 쌍별귀뚜라미 Gryllus bimaculatus
- 아메리카왕거저리 Zophobas morio
- 등검은말벌 Vespa velutina nigrithorax
- 서양뒤영벌 Bombus terrestris
- 미국흰불나방 Hyphantria cunea
- 솔잎혹파리 Thecodiplosis japonensis
- 아까시잎혹파리 Obolodiplosis robiniae
- 꽃매미 Lycorma delicatula
- 미국선녀벌레 Metcalfa pruinosa
- 갈색날개매미충 Ricania shantungensis
- 소나무재선충 Bursaphelenchus xylophilus
- 왕우렁이 Pomacea canaliculata
- 지중해담치 Mytilus galloprovincialis

### 식물
- 가시박 Sicyos angulatus
- 가시비름 Amaranthus spinosus L.
- 가시상추 Lactuca scariola
- 단풍잎돼지풀 Ambrosia trifida L.
- 돼지풀 Ambrosia artemisiifolia
- 미국쑥부쟁이 Aster pilosus Willd.
- 미국자리공 Phytolacca americana
- 물참새피 Paspalum distichum
- 서양금혼초 Hypochoeris radicata

## 같이 보기
- 침입종
- 귀화식물
- 생태계교란종